# Ernst Lörtscher
Ernst Lörtscher (Boekarest, 15 maart 1913 - 30 november 1993) is een voormalig Zwitsers voetballer.

## Carrière
Lörtscher speelde gedurende zijn hele carrière voor de Zwitserse ploeg Servette FC Genève waarmee hij drie landstitels wist te veroveren. Hij speelde voor Zwitserland op het WK 1938 waar hij de twijfelachtige eer heeft om op een wereldkampioenschap als eerste speler ooit een own-goal te maken tegen Duitsland. Zwitserland won deze wedstrijd wel met 4-2. Hij kwam uiteindelijk aan 21 wedstrijden.

## Erelijst
- Servette FC Genève
  - Zwitsers Landskampioen: 1932, 1933, 1940